# 90463 Johnrichard
90463 Johnrichard este un asteroid din centura principală de asteroizi.

## Descriere
90463 Johnrichard este un asteroid din centura principală de asteroizi. A fost descoperit pe 14 februarie 2004 la Las Cruces de David S. Dixon. Asteroidul prezintă o orbită caracterizată de o semiaxă mare de 3,12 ua, o excentricitate de 0,05 și o înclinație de 9,0° în raport cu ecliptica.